# Trochocercus cyanomelas
A Trochocercus cyanomelas a madarak osztályának verébalakúak (Passeriformes) rendjébe és a császárlégykapó-félék (Monarchidae) családjába  tartozó faj.

## Rendszerezése
A fajt Louis Pierre Vieillot francia ornitológus írta le 1818-ban, a Muscicapa nembe Muscicapa cyanomelas néven.

## Alfajai
- Trochocercus cyanomelas bivittatus Reichenow, 1879 vagy Trochocercus bivittatus
- Trochocercus cyanomelas cyanomelas (Vieillot, 1818)
- Trochocercus cyanomelas megalolophus Swynnerton, 1907 vagy Trochocercus bivittatus megalolophus
- Trochocercus cyanomelas segregus Clancey, 1975
- Trochocercus cyanomelas vivax Neave, 1909[2] vagy Trochocercus bivittatus vivax

## Előfordulása
A Dél-afrikai Köztársaság területén honos. Természetes élőhelyei a szubtrópusi és trópusi síkvidéki és hegyi esőerdők, lombhullató erdők és cserjések.

## Megjelenése
Testhossza 14 centiméter.
|  |

## Életmódja
Rovarokkal táplálkozik.

## Természetvédelmi helyzete
Az elterjedési területe nagy, egyedszáma ugyan csökken, de még nem éri el a kritikus szintet. A Természetvédelmi Világszövetség Vörös listáján nem fenyegetett fajként szerepel.